# Adam Asayut
Adam Asayut (thailändisch อาดาม อาษายุทธ, * 13. März 1988) ist ein thailändischer Fußballspieler.

## Karriere
Adam Asayut spielte bis Ende 2016 beim Rayong FC. Wo er vorher gespielt hat, ist unbekannt. Der Verein aus Rayong spielte in der zweiten Liga, der Thai Premier League Division 1. 2017 wechselte er zum Phrae United FC. Mit dem Verein aus Phrae spielte er in der dritten Liga, der Thai League 3, in der Upper Region. Der Erstligist Navy FC aus Sattahip in der Provinz Chonburi nahm ihn die Saison 2018 unter Vertrag. Für den Erstligisten stand er neunmal auf dem Spielfeld. Seit Anfang 2019 ist er vertrags- und vereinslos.